# 王晓渡
王晓渡（1954年3月—），北京人，中华人民共和国外交官，曾任中华人民共和国驻吉布提共和国特命全权大使。